# Neferkare Pepi seneb
Neferkare Pepi seneb, auch Neferkarepepiseneb (in Eigennamenschreibweise) und Neferkare Pepisenebu, war ein altägyptischer König (Pharao) der 8. Dynastie (Erste Zwischenzeit). Der Thron- und Geburtsname (Eigenname) des Königs werden in der Königsliste im Tempel des Sethos I. in Abydos genannt, Nr. 51. Er ist der 12. Herrscher der 8. Dynastie.